# James Augustus Stewart

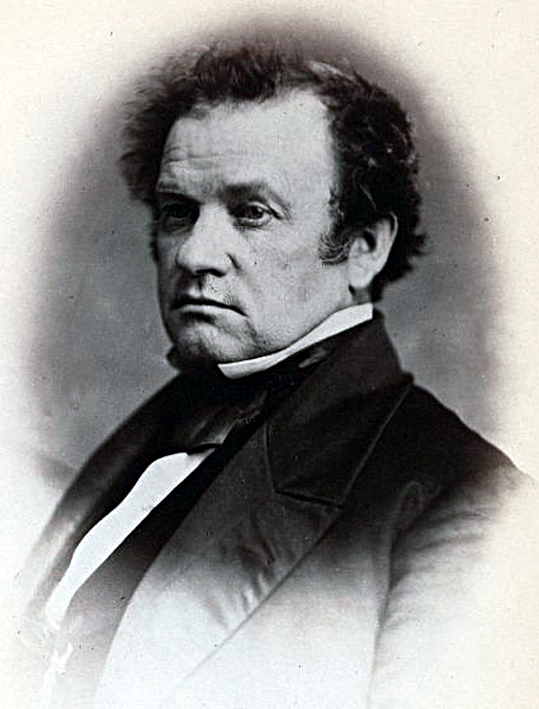
James Augustus Stewart (1859)

James Augustus Stewart (* 24. November 1808 in Madison, Dorchester County, Maryland; † 3. April 1879 in Cambridge, Maryland) war ein US-amerikanischer Jurist und Politiker. Zwischen 1855 und 1861 vertrat er den Bundesstaat Maryland im US-Repräsentantenhaus.

## Werdegang
James Stewart besuchte die öffentlichen Schulen seiner Heimat. Nach einem anschließenden Jurastudium in Baltimore und seiner 1829 erfolgten Zulassung als Rechtsanwalt begann er in Cambridge in diesem Beruf zu arbeiten. Gleichzeitig war er als Bauunternehmer und Schiffsbauer tätig. Politisch wurde Stewart Mitglied der Demokratischen Partei. Im Jahr 1838 kandidierte er noch erfolglos für das US-Repräsentantenhaus. Zwischen 1843 und 1845 saß er im Abgeordnetenhaus von Maryland.
Bei den Kongresswahlen des Jahres 1854 wurde Stewart im ersten Wahlbezirk von Maryland in das US-Repräsentantenhaus in Washington, D.C. gewählt, wo er am 4. März 1855 die Nachfolge von John Rankin Franklin antrat. Nach zwei Wiederwahlen konnte er bis zum 3. März 1861 drei Legislaturperioden im Kongress absolvieren. Diese waren von den Ereignissen im Vorfeld des Bürgerkrieges geprägt. Von 1857 bis 1859 war Stewart Vorsitzender des Patentausschusses. Im Jahr 1860 verzichtete er auf eine erneute Kandidatur.
Nach dem Ende seiner Zeit im US-Repräsentantenhaus praktizierte James Stewart zunächst wieder als Anwalt in Cambridge. Seit 1867 war er Richter am Maryland Court of Appeals. Dieses Amt bekleidete er bis zu seinem Tod am 3. April 1879 in Cambridge.